# Elecciones federales de México de 1823
Las elecciones constituyentes de México de 1823 se llevaron a cabo entre el 3 de agosto y el 6 de septiembre de 1823. El 17 de junio de 1823 se expidió el decreto de Ley de Elecciones a que deben acomodarse las Provincias de la Nación para nombrar los Diputados que han de componer el futuro Congreso Constiituyente, que además de normar los pasos de la próxima elección, regulaba también el funcionamiento e integración del Segundo Congreso Constituyente.
El diputado José Valle Sordo, integrante de la comisión de convocatoria, señaló que ésta incluía transcripciones y carecía de originalidad, pues se basaba en el decreto español del 1 de enero de 1810.
En ellas se eligieron los siguientes cargos de elección indirecta:
- 115 diputados federales. Miembros de la cámara del II Congreso Constituyente. Se eligió un diputado por cada 50,000 habitantes.

## Integración del Congreso Federal
El Congreso estaría representado por 115 diputados, sin contar a los diputados de Centroamérica que posteriormente se incorporarían.